# Ixora himantophylla
Ixora himantophylla är en måreväxtart som beskrevs av Cornelis Eliza Bertus Bremekamp. Ixora himantophylla ingår i släktet Ixora och familjen måreväxter. Inga underarter finns listade i Catalogue of Life.